# Vårtsporig hätting
Vårtsporig hätting (Conocybe dumetorum) är en svampart som först beskrevs av Josef Velenovský, och fick sitt nu gällande namn av Svrcek 1956. Vårtsporig hätting ingår i släktet Conocybe och familjen Bolbitiaceae.  Arten är reproducerande i Sverige. Inga underarter finns listade i Catalogue of Life.